# Дејвид Гемел
Дејвид Гемел (1. август 1948 – 28. јули 2006) био је популарни британски писац херојске фантастике. Објавио је своје прво књижевно дело Легенда 1984. године по коме је и најпознатији.

## Биографија
Рођен је у западном Лондону. Одрастао је без оца у градском подручју трпећи малтретирања и изазове својих вршњака. Често усамљен, живео је у свету маште и за себе измишљао приче засноване на онима које би прочитао. Са шеснаест година је избачен из школе. Наставио је да ради као радник, возач камиона. После интервјуа за посао у локалним новинама, постаје успешан новинар и уредник новина The London Daily Mail, Daily Mirror и Daily Express

## Каријера писца
После првог романа Легенда 1984, Гемел се потпуно посветио писању. Гемелова дела су често пуна насиља и баве се темама части, али и оданости и искупљења. Његова дела су публикована у тематским едицијама и у виду илустрованих романа. Целокупно дело Дејвида Гемела разврстано је на неколико циклуса. Најпознатији су романи из Дренајске саге (девет романа), Серијал о Каменовима моћи, Rigante серијал итд. Гемел слика сложене ликове са истанчаним осећајем за хумор уз неопходну дозу реалности. Читање његових дела је више од забаве - оно надахњује. Сложене и повремено заморне ратне стратегије чине приповедање убедљивим и читаоца брзо и лако воде кроз причу. Током двадесет две године списатељског рада, усавршавао је вештину писања, стил му се поправио, а ликови постали сложенији и противуречнији. Више пута се враћао теми опсаде, али тек у последњој трилогији бацио се на највећу опсадну причу на свету, причу о Троји. Није доживео да заврши последњу књигу.

## Псеудоним
Писао је под псеудонимом Рос Хардинг (енгл. Ross Harding).

## Дела

### Фантазија

#### Дренајска сага
- Легенда (1984), 2012, Београд, Лагуна
- Краљ иза затворене капије, 2013, Београд, Лагуна
- Скиталац, 2015, Београд, Лагуна
- Послање изгубљених јунака (1990), 2017, Београд, Лагуна
- Waylander II: In the Realm of the Wolf (1992)
- The First Chronicles of Druss the Legend (1993)
- The Legend of Deathwalker (1996)
- Winter Warriors (1996)
- Hero in the Shadows (2000)
- White Wolf (2003) (The Damned Series Book 1)
- The Swords of Night and Day (2004) (The Damned Series Book 2)

Антологије
- Drenai Tales Volume I: contains; Waylander, Druss the Legend, Legend, The King Beyond the Gate
- Drenai Tales Volume II: contains; Quest for Lost Heroes, Waylander II and The First Chronicles of Druss the Legend
- Drenai Tales Volume III: contains; The Legend of the Deathwalker, Winter Warriors and Hero in the Shadows

#### Серијал Rigante
- Мач у олуји (1999), 2022, Београд, Чаробна књига
- Поноћни соко (2000), 2022, Београд, Чаробна књига
- Гавраново срце (2001), 2023, Београд, Чаробна књига
- Јахач олује (2002), 2023, Београд, Чаробна књига

#### Серијал о Каменовима моћи (Stones of Power / Sipstrassi tales)
Овај серијал има више назива. Прве две књиге припадају поновном замишљању легенде о Артуру, а у осталим заједнички главни лик је Jon Shannow.
- Ghost King (1988)
- Last Sword of Power (1988)

##### Jon Shannow
- Wolf in Shadow (1987)
- The Last Guardian (1989)
- Bloodstone (1994)

#### Серијал Hawk Queen
- Ironhand's Daughter (1995)
- The Hawk Eternal (1995)

#### Појединачни наслови
- Knights of Dark Renown (1989)
- Morningstar (1992)
- Dark Moon (1996)
- Echoes of the Great Song (1997)

### Историјска фикција

#### Трилогија Троја
- Троја, Господар сребрног лука. Књ. 1; књ. 2 (2007), Београд, Еволута
- Троја, Штит богова. Књ. 1 (2008); књ. 2 (2010), Београд, Еволута
- Troy: Fall of Kings (2007)

#### Грчки серијал
- Парменион : Лав Македонски, 2005, Београд, Еволута
- Мрачни принц, 2006, Београд, Еволута

### Дела која не припадају фантазији
White Knight, Black Swan (1993); објављено под псеудонимом Рос Хардинг.